# Carlos Moraes (escritor)
Carlos Moraes (Lavras do Sul, 14 de dezembro de 1941 - São Paulo, 14 de dezembro de 2019) foi um escritor e jornalista brasileiro. Foi repórter da  revista Realidade e editor das revistas Psicologia Atual e Ícaro Brasil, onde atuou por 20 anos. Entre suas obras, destacam-se Agora Deus vai te pegar lá fora – Anotações de um padre preso numa cidade sem zoológico, e  A vingança do timão, com a qual ganhou o Prêmio Jabuti na categoria juvenil em 1981.
Contribui esporadicamente com os jornais O Estado de S. Paulo e Folha de S.Paulo.

## Biografia
Gaúcho de Cerro Branco, distrito de Lavras do Sul (RS), mudou-se para Bagé ainda criança. De família religiosa, entrou para o seminário aos 12 anos e foi ordenado sacerdote aos 25, já durante a Ditadura Militar. Após sete anos de sacerdócio, em 1972, foi julgado e preso pelo regime militar com base na Lei de Segurança Nacional. Seus sermões incisivos provocaram a ira dos militares de Bagé, cidade onde havia “muito quartel para pouco comunista. Por isso, quando os comunistas acabaram, eles começaram a perseguir seus assemelhados”.
Na cadeia havia cerca de 100 presos, todos por crimes leves, outros com certas perturbações psicológicas. “Havia a maior concentração de filósofos e ladrões de ovelha por metro quadrado”. A rotina era tomada por partidas de futebol disputadas entre torcedores do Internacional contra torcedores do Grêmio, casados contra solteiros, negros contra brancos. “Tinha vontade de dividir os times de acordo com o código penal também: assaltante de sítio contra assalto a mão armada, ladrão de joias contra ladrão de ovelhas”.
As memórias inspiraram o semi-biográfico Agora Deus vai te pegar lá fora – Anotações de um padre preso numa cidade sem zoológico (Record, 2004). Nele, conta a história de um padre à espera de dois alvarás de soltura: um espiritual e outro material. Um vindo de Roma, no qual pede dispensa de seus votos religiosos, e outro de Brasília, em que apela de sua condenação pela Justiça Militar da época. O autor mistura realidade e ficção, dedicando às cenas mais surrealistas a maior dose de veracidade, e recheando com cruciantes reflexões dos tempos de cárcere. “Falam muito em espírito de cantina, corporativismo, e tal, mas acho que todo homem tem direito, sim, a uma rua do mundo onde possa caminhar sem um juiz a cada esquina, e se desabotoar um pouco das vãs expectativas a seu respeito, e se sentir querido mesmo por quem sabe da sua miséria. Uma rua onde, acossado, ele possa bater pique como nas brincadeiras de infância. Essa rua pode ser alguém”.
Após 8 meses de prisão, foi libertado e radicou-se em São Paulo (SP), onde teve seu “primeiro jeans, o primeiro cheque, foi pela primeira vez a uma festa, teve seu primeiro amor”. O período pós-sacerdócio a encarar o mundo a seco inspiraram outra obra, Desculpem, sou novo aqui (Record, 2009), na qual o autor narra as peripécias de um padre que larga a batina para conseguir um emprego na cidade grande. As situações inusitadas de um interiorano, virgem de maledicências, desembarcando na metrópole que nunca dorme, explora as dificuldades e contradições cotidianas do personagem principal descobrindo o mundo, o amor e o Corinthians.
O processo ainda corria em Roma quando Carlos Moraes foi estudar jornalismo na Fundação Cásper Líbero. Logo conseguiu um emprego na revista Realidade, onde uma das primeiras pautas propostas a ele foi sobre a primeira noite de um ex-padre. “Brincavam comigo, diziam para eu espalhar que quem dava aos padres emprestava a Deus”. Foi por meio da revista que começou sua paixão pelo Corinthians, quando escreveu uma matéria sobre a torcida.
Já nessa época ele obtivera o “alvará de soltura” de Roma. “Percebi que poderia viver o evangelho sem o limite da igreja. Como padre, eu tinha a sensação de que iria levar toda uma vida cuidando das velhinhas condenadas à salvação. As instituições não correspondem aos questionamentos do indivíduo. Nem a instituição Igreja nem a instituição casamento nem a instituição empresa. A única instituição que corresponde a tudo é o Corinthians”.

## Morte
Aposentado e longe das redações há vários anos, Carlos morreu em São Paulo no dia 14 de dezembro de 2019, no dia em que havia completado 78 anos de idade, em decorrência de complicações pós-operatórias.

## Estilo literário
“Um ingênuo capaz de ironia”, como define um de seus alter egos,  corresponde também ao próprio autor. A sensibilidade extrema e o humor refinado são as maiores marcas de suas obras. O futebol é assunto dos mais prementes, por meio do qual fomenta reflexões sobre o jogo da vida. Por isso, é considerado como um raro exemplo de literatura de futebol. Com uma prosa poética e de pungente candura, Carlos Moraes aproxima-se do leitor como um bom e velho amigo, numa conversa franca ao sabor do chimarrão. A abundância de expressões gaúchas, por sinal, é constante em seus livros, afinal recheados de personagens e ambientações de sua terra natal.
O humor, outra de suas marcas mais distintas, se evidencia também em contos e crônicas, como em Como ser feliz sem dar certo – E outras histórias de salvação pela bobagem (Record, 2001). Nele Carlos Moraes brinca com a momice das coisas da vida, numa compilação de pequenas histórias de pessoas que, mesmo sem preencherem suas ambições, tropeçam com a felicidade nos pequenos detalhes de cada esquina. É classificado pelo próprio autor como um “livro de contra-ajuda” por reunir, em vez de fórmulas de sucesso, as equações do intricado anagrama das alegrias cotidianas, e a importância de se tocar a rotina com bom humor e leveza.
A despeito da paixão do autor pelo Corinthians, o livro A vingança do timão, com o qual ganhou o Prêmio Jabuti de 1981, não trata do clube paulista. A história se passa no bairro pobre de Tupanci, no Rio Grande do Sul, onde Amaro, o pedreiro, treinou a meninada para formar o timão. Inscreveram-se no sonhado campeonato de colégios e foram timidamente disputar com o time da casa, rico e invicto. Uma aventura de superações, solidariedade e amizade com personagens memoráveis, diálogos saborosos e trama envolvente não só aos jovens, mas a todos os amantes do futebol e de boas histórias.

### Obras
- O lobisanjo (Vozes, 1970)
- Tidão – O justiceiro dos pampas (Brasiliense, 1981)
- A vingança do timão (Brasiliense, 1981)
- Como ser feliz sem dar certo – E outras histórias de salvação pela bobagem (Record, 2001)
- Agora Deus vai te pegar lá fora – Anotações de um padre preso numa cidade sem zoológico (Record, 2004)
- Desculpem, sou novo aqui (Record, 2009)